# Maciejowice (gmina)
Maciejowice – gmina miejsko-wiejska w województwie mazowieckim, w powiecie garwolińskim. W latach 1975–1998 gmina położona była w województwie siedleckim.
Siedzibą gminy są Maciejowice.
30 czerwca 2004 gminę zamieszkiwało 7390 osób. Natomiast według danych z 31 grudnia 2019 roku gminę zamieszkiwało 6909 osób.

## Historia
Gmina Maciejowice była jedną z 17 gmin wiejskich powiatu garwolińskiego guberni siedleckiej. 1 stycznia?/13 stycznia 1870 do gminy przyłączono pozbawione praw miejskich Maciejowice. W 1939 terytorium gminy powiększone zostały o gromady: Antoniówka, Pasternik i Kraski, wyłączone z gminy Świerże Górne w powiecie kozienickim w woj. kieleckiego. Zmiany miały wejść w życie 1 października 1939.

## Struktura powierzchni
Według danych z roku 2002 gmina Maciejowice ma obszar 172,67 km², w tym:
- użytki rolne: 50%
- użytki leśne: 37%

Gmina stanowi 13,44% powierzchni powiatu.

## Położenie
Gmina Maciejowice położona jest na prawym brzegu Wisły, na południowym krańcu województwa mazowieckiego. Od północy i wschodu graniczy z gminami: Wilga, Łaskarzew, Sobolew i Trojanów, a od południa, z wchodzącą już w skład województwa lubelskiego, gminą Stężyca. Od zachodu granicą gminy jest Wisła.

## Infrastruktura

### Komunikacja
Przez teren gminy przebiega droga wojewódzka nr 801 Warszawa – Puławy – Kazimierz Dolny.
Stacje kolejowe są w Sobolewie (11 km od Maciejowic) i w Łaskarzewie (14 km), skąd odjeżdżają pociągi Warszawa-Dęblin.
Gminę obsługuje komunikacja autobusowa PKS Garwolin. Przez teren gminy przebiegają połączenia relacji Warszawa – Puławy – Kazimierz Dolny oraz Warszawa – Maciejowice – Ryki.
Na obszarze gminy funkcjonuje sezonowa przeprawa promowa przez Wisłę pomiędzy miejscowościami Świerże i Antoniówka Świerżowska (6 km od Maciejowic), łącząca powiaty garwoliński i kozienicki. Prom może przewozić autokary oraz samochody ciężarowe.

### Elektroenergetyka
W gminie zapotrzebowanie na energię elektryczną jest całkowicie zaspokajane. Podstawowym źródłem energii są stacje transformatorowo-rozdzielcze w Sobolewie i Garwolinie. Podstawowe i rezerwowe źródła zasilania gminy są zasilane z niezależnych linii wysokiego napięcia 110 kV.

### Gazyfikacja
Przez teren gminy przebiega gazociąg wysokiego ciśnienia, będący odgałęzieniem od magistrali Puławy – Warszawa z punktu zaporowo – upustowego w gminie Trojanów. Źródłem gazu dla gminy jest stacja redukcyjno – pomiarowa w Podzamczu o wydajności 6000 m³/h. Gmina posiada opracowany „Program gazyfikacji gminy Maciejowice”.

### Gospodarka wodna
Ludność gminy zaopatruje się w wodę z dwóch ujęć składających się z 3 studni. Głównym dostawcą wody pitnej jest Gminna Stacja Ujęcia Wody (SUW) w Pogorzelcu

### Gospodarka ściekowa
W maju 2004 r. na terenie gminy nastąpił technologiczny rozruch mechaniczno-biologicznej oczyszczalni ścieków.

### Zaopatrzenie w ciepło
Ludność gminy w większości zaopatruje się w ciepło w sposób indywidualny. Nośnikami energii są węgiel i drewno (95% posesji) oraz paliwo płynne i gaz (5%).

### Telefonizacja
Gminę obsługuje automatyczna centrala telefoniczna. Gmina ma również dostęp do połączeń światłowodowych oraz szerokopasmowy dostęp do internetu.

## Demografia

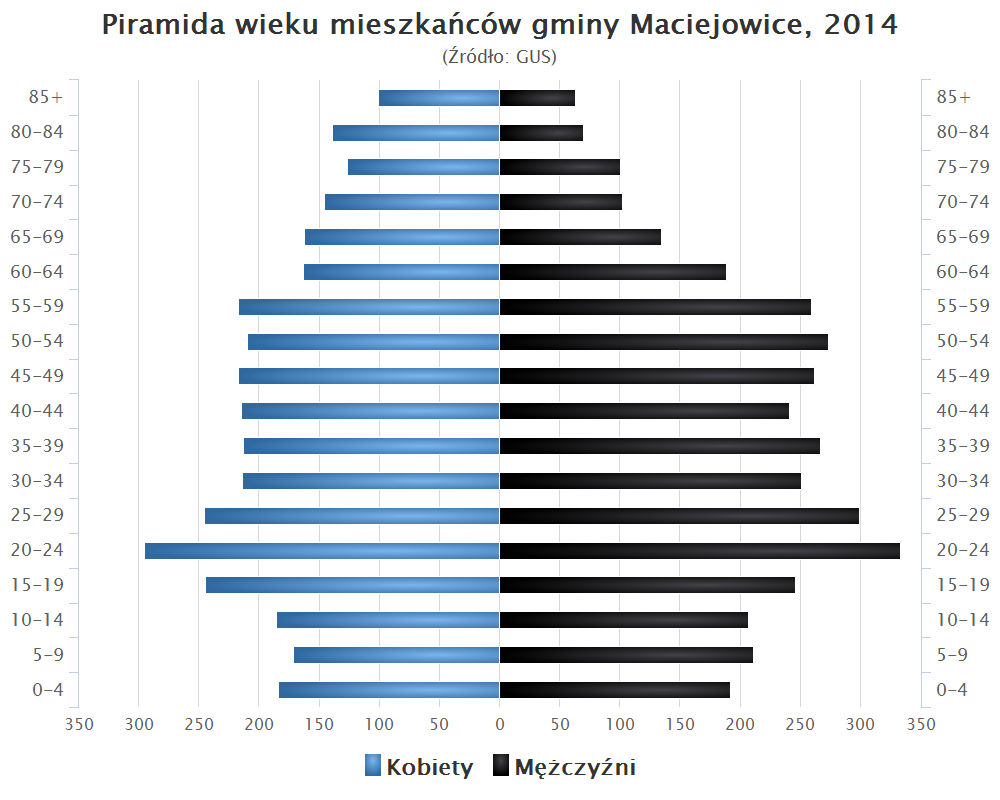
Piramida wieku mieszkańców gminy Maciejowice w 2014 roku

Dane z 30 czerwca 2004:
| Opis                              | Ogółem | Ogółem | Kobiety | Kobiety | Mężczyźni | Mężczyźni |
| --------------------------------- | ------ | ------ | ------- | ------- | --------- | --------- |
| jednostka                         | osób   | %      | osób    | %       | osób      | %         |
| populacja                         | 7390   | 100    | 3602    | 48,7    | 3788      | 51,3      |
| gęstość zaludnienia (mieszk./km²) | 42,8   | 42,8   | 20,9    | 20,9    | 21,9      | 21,9      |

## Sołectwa
Antoniówka Świerżowska, Antoniówka Wilczkowska, Bączki, Budy Podłęskie, Domaszew, Kawęczyn, Kępa Podwierzbiańska, Kobylnica, Kochów, Kochów Kępa, Kraski Dolne, Kraski Górne, Leonów, Malamówka, Nowe Kraski, Oblin, Oblin-Grądki, Oblin Korczunek, Oronne, Ostrów, Pasternik, Podłęż, Podoblin, Podstolice, Podwierzbie, Podzamcze, Pogorzelec, Polik, Przewóz, Samogoszcz, Strych, Topolin, Tyrzyn, Uchacze, Wróble-Wargocin.

## Miejscowości niesołeckie
Bączki (osada leśna), Domaszew-Młyn, Gulki, Kobylnica-Kolonia, Konopatka, Szkółki Krępskie, Zakręty.

## Władze gminy
| Przewodniczący Rady Gminy: - Marian Pielak (2002-2006) - Józef Szopa (2006-2010) - Jacek Łoskot (2010-2014) - Paweł Maciej Jaworski (od 2014) | Wójtowie Maciejowic: - Andrzej Kurek (2002-2006) - Sylwester Marek Dymiński (2006-2018) - Tomasz Kwiatkowski (od 2018) |

## Sąsiednie gminy
Kozienice, Łaskarzew, Magnuszew, Sobolew, Stężyca, Trojanów, Wilga